# Agaricochara simplex
Agaricochara simplex är en skalbaggsart som först beskrevs av Charles Hamilton Seevers 1951.  Agaricochara simplex ingår i släktet Agaricochara och familjen kortvingar. Inga underarter finns listade i Catalogue of Life.